# Borowa (wieś w gminie Gidle)
Borowa – wieś w Polsce, położona w województwie łódzkim, w powiecie radomszczańskim, w gminie Gidle.
W latach 1975–1998 miejscowość należała administracyjnie do województwa częstochowskiego.